# بوبي وليامز
بوبي وليامز (بالإنجليزية: Bobby Williams)‏ (17 فبراير 1940 برستل المملكة المتحدة - ) هو لاعب كرة قدم بريطاني يلعب كمهاجم.